# یوشیفومی کاشیوا
یوشیفومی کاشیوا (انگلیسی: Yoshifumi Kashiwa؛ زادهٔ ۲۸ ژوئیهٔ ۱۹۸۷) بازیکن فوتبال اهل ژاپن است.
از باشگاه‌هایی که در آن بازی کرده‌است می‌توان به باشگاه فوتبال سانفریس هیروشیما اشاره کرد.